# Shôjo Mag

Shôjo Mag est un magazine français bimestriel présentant l'actualité dans le monde du manga d'un point de vue féminin. Il est paru du 9 février 2005 au 6 septembre 2006 avec un tirage maximum de 130 000 exemplaires.
Le magazine a été publié par FJM Communications & Publications.
Chaque numéro propose une prépublication d'un chapitre de plusieurs shōjo manga inédits à l'époque en France.
Le magazine a été créé par Iker Bilbao, qui en fut le rédacteur en chef pendant les premiers numéros, ainsi que par Johanna Marcy Beynel et Anne-Cécile Martin.
Il fait partie des magazines créés lors de l’essor du manga en France.